# Туцович, Димитрие
Димитрие Туцович (серб. Димитрије Туцовић; 13 мая 1881, Гостилье, Княжество Сербия — ноябрь 1914, Ćelije, Королевство Сербия) — сербский теоретик социалистического движения, политик, писатель и издатель. Сооснователь Сербской социал-демократической партии.
Туцович посвятил всю свою жизнь борьбе за права человека и трудящихся в частности, гендерное равенство, всеобщее избирательное право, социальную справедливость и гражданские свободы в Королевстве Сербии. Некоторые из идей, которые он отстаивал как пионер, сегодня являются широко принятыми ценностями в современной Сербии

## Биография
Тукович родился 13 мая 1881 года в деревне Гостилье на горе Златибор, недалеко от Чаетины.
Он уже был приверженцем социалистических идей, когда приехал в Белград в 1899 году, чтобы закончить образование после того, как до этого провел шесть лет в Ужице, где учился в гимназии. В 1901 году деятельность Белградского рабочего общества была возобновлена, и Туцович, воссоздав социалистическую группу гимназистов и студентов, стал секретарём профсоюзной организации и одним из лидеров общества. Он пытался создать современные профсоюзы.
В 1902 году он организовал студенческие демонстрации в Сенате против Николы Пашича. С помощью Туцовича и его коллеги Радована Драговича была снова создана «Панель по руководству движением», и они учредили «Центральный комитет» с целью заложить основу для создания социал-демократической партии. Туцович возглавил мартовские демонстрации трудящихся против короля Александра Обреновича 5 марта 1903 года.  Он был вынужден эмигрировать в Земун в соседней Австро-Венгрии, а затем в Вену. В мае 1903 года вернулся на родину.
На учредительном съезде 2 августа 1903 года была образована Сербская социал-демократическая партия, одними из лидеров которой стали Туцович и Драгиша Лапчевич. Сперва Туцович был членом Главной управы (ЦК) партии, а с 1908 года — секретарём ССДП. ССДП была создана по образцу немецкой социал-демократии.
Редактором органа сербских социал-демократов «Рабочая газета» («Радничке новине») был Туцович. Во время Второго съезда рабочего союза ССДП (1904) Туцович прочитал лекцию о профсоюзных организациях. Туцович с марксистских позиций противостоял Драгише Лапчевичу, который занял централистские и правооппортунистические позиции, и критикуемой за это же группе Йована Скерлича. Он также спорил с анархо-синдикалистской оппозицией, обвиняя её в попытках изолировать профсоюзное движение от партии. 
В 1906 году он окончил юридический факультет Белградского университета. Вернувшись из Берлина, он отказался от докторской диссертации и начал проводить время в социалистическом и рабочем движении, будучи секретарём ССДП. 
Туцович участвовал в международном рабочем движении, был организатором и лидером первой Балканской социалистической конференции, состоявшейся в Белграде с 7 по 9 января 1910 года, целью которой было создание Балканской федерации.

Объединение и взаимопомощь стран и народов на Балканах – единственный путь, ведущий к экономическому, национальному и политическому освобождению.
В 1910 году партия основала теоретический журнал «Борьба» («Борба», Borba) — Туцович был редактором. В том же году он участвовал в Международном социалистическом конгрессе Второго Интернационала в Копенгагене и выступил с важной речью, в которой критиковал позицию австрийских социал-демократов по национальному вопросу, особенно по австро-венгерской аннексии Боснии и Герцеговины. В дебатах с Карлом Реннером он указал на колониально-кабальную политику Австро-Венгрии и на тот факт, что австрийские социал-демократы поддерживали правительство по этому вопросу.
После начала Балканских войн 1912 года он был мобилизован в Сухопутные войска Сербии и участвовал в сербской военной кампании в Албании. Он отправлял письма с фронта о военных преступлениях против гражданского населения, которые регулярно публиковались в «Рабочей газете». Описывая массовые убийства албанцев во время сербского захвата Косово у Турции (1912), он утверждал:

Мы осуществили попытку преднамеренного убийства целой нации. Нас поймали на этом преступном деянии и помешали ему. Теперь мы должны понести наказание... В Балканских войнах Сербия не только удвоила свою территорию, но и своих внешних врагов.
Вернувшись с Балканской войны, он опубликовал свою влиятельную книгу «Сербия и Албания: вклад в критику завоевательной политики сербской буржуазии», в которой анализирует корни сербско-албанского конфликта и рассматривает «как один из важнейших марксистских вкладов в национальный вопрос на Балканах».
Он погиб на фронте Первой мировой войны в Враче Брдо. Он погиб в составе дивизии Морава в ноябре 1914 года в битве при Колубаре против австро-венгерской армии у общины Лиг. В 1915 году Лев Троцкий писал о политическом влиянии его смерти:

Сколько предвестников Балканской федерации пали в войнах последних лет! Самым тяжелым ударом для сербской и всей балканской социал-демократии в войне стала судьба Димитрия Туцовича, одного из самых благородных и героических деятелей сербского рабочего движения.
Площадь Славия в Белграде была переименована в честь Туцовича в 1947 году и оставалась таковой до начала 2000-х годов, когда ей вернули название Славия. В его честь названы улицы в Скопье, Ужице, Белграде, Крагуеваце и многих других городах и поселках бывшей Югославии.

## Избранные произведения
Туцович — автор многочисленных статей и брошюр, посвящённых разработке политической программы, стратегии и тактики ССДП, а также разоблачению захватнических устремлений великосербской буржуазии. Он также перевёл на сербский язык работу Карла Маркса «Наёмный труд и капитал». 
- Союзная организация (Sindikalneorganizacije) 1904 г.
- Союзы и партия (Sindikati i partija) 1904.
- Австро-Венгрия на Балканах (Austro-Ugarska na Balkanu) 1908 год.
- Трудовое право и социал-демократия (Закон о радняма и социальная демократия) 1908.
- Рабочее движение в Сербии (Radnički pokret u Srbiji), 1909 год.
- Балканская конференция (Balkanska konferencija) 1910 г.
- Первая Балканская социал-демократическая конференция (Prva balkanska socijaldemokratska konferencija), 1910 год.
- Албанский вопрос (Albanskopitanje) 1910.
- Война и мир (Рать и мир) 1910.
- Освобождение женщин (Oslobođenje žene), 1910 год.
- Тактика и действие (Taktika i akcija), 1910.
- Буржуазная и пролетарская Сербия (Buržoaska i proleterska Srbija), 1911 год.
- Маркс и славяне (Marks i Sloveni) 1911.
- Сербия и Албания (Srbija i Arbanija) 1914 г.